# Небојша Митрић
Небојша Митрић (Београд, 7. јул 1931 — Београд, 23. август 1989) био је југословенски и српски вајар и сликар. Његов опус обухвата медаље, скулптуре, рељефе и портрете. Митрић је био инспирисан  мотивима из времена српско-византијског доба као и знаменитим особама из српске историје.

## Биографија и каријера
Митрић је рођен у јеврејској породици и био је једини члан породице који је преживео холокауст. Мајка га је сакрила у обућарској радњи „Митрић” у београдској Бранковој улици, а касније је преузео презиме „Митрић” по власнику радње који му је спасао живот.
Био је студент прве генерације на новооснованој Академији примењених уметности у Београду код професора Ивана Табаковића. Након дипломирања 1952. године одлучио је да посети средњовековне споменике у Србији, Македонији, Црној Гори и Далмацији, који су касније инспирисали његову уметност. Резултат тог опуса су израђене медаље, скулптуре, портрети и рељефи прожети мотивима из времена српско-византијског доба, његове националне традиције, обичаја и ликова Стефана Душана, Лазара Хребељановића, Стефана Лазаревића, Филипа Вишњића Вука Стефановића Караџића, Петра II Петровића Његоша, Јанка Веселиновића, Јована Јовановића Змаја, Борисава Станковића, Николе Тесле, Милене Павловић-Барили, Радоја Домановића и Бранка Миљковића. Учествовао је 1957. на изложби савремене српске скулптуре, Галерија УЛУС-а, Београд.
Основни традиционализам српске скулптуре после Другог светског рата обогаћен је индивидуалним изразима Јована Солдатовића и Небојше Митрића, али је још једној генерацији препуштено да се отргне од фигуративних схватања. Године 1973. поводом освећења новог Његошевог маузолеја на планини Ловћен израдио је и дизајнирао серију сребрних и златних медаља.
Непосредно пре смрти, Митрић је осмислио и израдио крстове који данас красе Храм Светог Саве у Београду. Извршио је самоубиство 1989. године. Иза себе је оставио супругу Изу Крајнер Митрић, словеначку уметницу.
Српски колекционар и дипломата Павле Бељански је 1960. године уврстио је у своју колекцију два Митрићева рељефа.
Описиван је као уметник великог дара и аутентичности.

## Галерија
- Биста Вука Стефановића Караџића у Будимпешти
- Биста Светозара Радојчића
- Спомен плоча у Кикинди
- Спомен плоча Стефана Лазаревића у Будимпешти
- Спомен плоча Вука Стефановића Караџића у Будимпешти
- Биста Милене Павловић Барили, Пожаревац
- Споменик деспоту Стефану Лазаревићу на Београдској тврђави
- Споменик цару Лазару у Крушевцу
- Крстови на Храму Светог Саве у Београду које је дизајнирао и направио Митрић